# صفط النور
قرية صفط النور هي إحدى القرى التابعة لمركز الفشن في محافظة بني سويف في جمهورية مصر العربية. حسب إحصاءات سنة 2006، بلغ إجمالي السكان في صفط النور 7400 نسمة، منهم 3830 رجل و3570 امرأة.